# La Joueuse d'orgue (film, 1936)
Pour les articles homonymes, voir La Joueuse d'orgue.
Pour plus de détails, voir Fiche technique et Distribution.
La Joueuse d'orgue est un film français réalisé par Gaston Roudès et sorti en 1936.

## Synopsis
Une femme est témoin d'un crime, mais elle est devenue aveugle après le drame.

## Fiche technique
- Réalisation : Gaston Roudès
- Scénario : d'après la pièce de théâtre (1897) et le roman (1925) de Xavier de Montépin
- Photographie : Georges Goudard, Henri Janvier, Jacques Montéran
- Musique : Jane Bos
- Décors : Hugues Laurent
- Producteur : Edmond Ratisbonne[2]
- Société de production : Trius Films
- Pays d'origine :  France
- Format :  Noir et blanc - son mono
- Genre : Drame
- Durée : 85 minutes[1]
- Date de sortie : 
  - France - 13 novembre 1936[2]

## Distribution
- Marcelle Géniat : Véronique
- Pierre Larquey : Magloire
- Jacques Varennes : Robert Bernier
- Gaby Triquet : la petite Marthe
- France Ellys : Madame Bernier
- Jacques Berlioz : le juge d'instruction
- Andrée Berty : la jeune fille
- Nicole Rozan : l'amie de Magloire
- Daniel Clérice : Philippe
- Madeleine Pagès